# Diamond Wave (노래)
〈Diamond Wave〉(다이아몬드 웨이브)는 일본의 여성 가수 쿠라키 마이의 24번째 CD 싱글로 2006년 6월 21일에 기자 스튜디오에서 발매되었다.
음반 《DIAMOND WAVE》의 선행 싱글로 발매.
노래는 닛폰 TV 《스포츠 우루구스》 테마송이다.

## 싱글 수록곡
1. Diamond Wave (4:57)
  - 작사: 쿠라키 마이, 작곡: 토쿠나가 아키히토
2. SAFEST PLACE (5:02)
  - 작사: 쿠라키 마이, 작곡: 쿠라키 마이, 오노 아이카, 편곡: 이케다 다이스케

프랑스어가 사용되고 있다. 6번째 음반 《DIAMOND WAVE》에 아카펠라판이 수록되었다.
3. Diamond Wave (grand bleu mix) (5:20)
  - 리믹스: Dr.Heat

## 스태프 크레딧
- 쿠라키 마이 – 코러스
- 토쿠나가 아키히토 – 코러스

## 수록 음반
- DIAMOND WAVE

## 같이 보기
- 스포츠 우루구스